# مگس‌گیر بهشتی سری‌لانکایی
مگس‌گیر بهشتی سری‌لانکایی (نام علمی: Terpsiphone paradisi paradisi) نام یک زیرگونه از گونه مگس‌گیر بهشتی آسیایی است.